# Parco Chigi

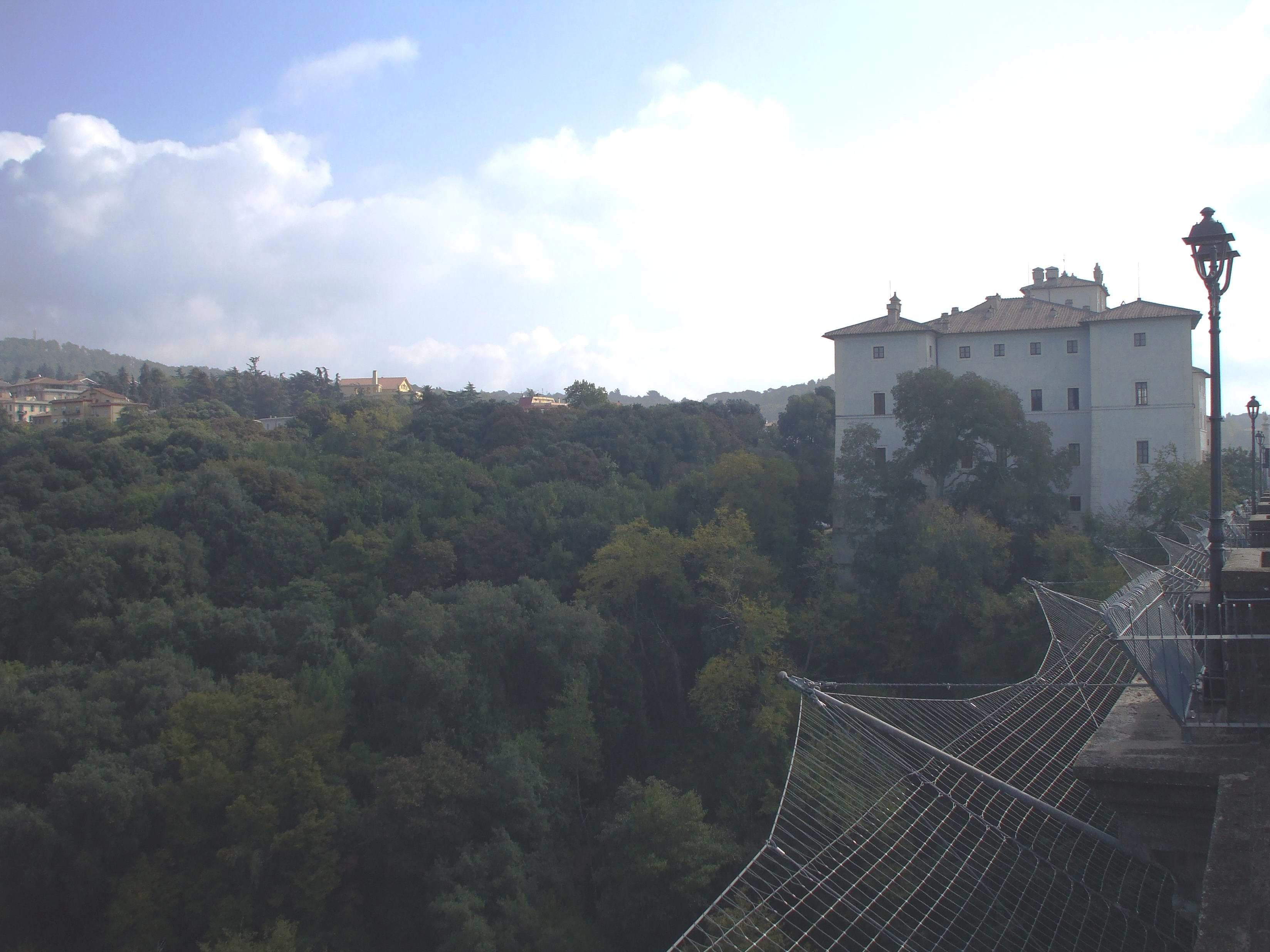
Parco e Palazzo Chigi in una veduta dal ponte di Ariccia.

Il parco Chigi di Ariccia (anche conosciuto come Barco Chigi) è un'area verde comunale dell'estensione di ventotto ettari situata nel comune di Ariccia, in provincia di Roma, nell'area dei Castelli Romani.
Il primo nucleo del parco risale al Cinquecento, tuttavia l'attuale conformazione è dovuta ad una serie di interventi operati dalla famiglia Chigi, che fu proprietaria del parco tra il 1661 ed il 1988: oggi l'intera area è un bene del Comune di Ariccia. 
Il parco Chigi è annesso allo storico Palazzo Chigi di Ariccia: nella realizzazione del complesso del palazzo e del parco sono intervenuti alcuni noti architetti, come Gian Lorenzo Bernini e Carlo Fontana. 
Il parco è particolarmente importante all'interno del parco regionale dei Castelli Romani: infatti è una delle poche zone verdi dei Colli Albani nelle quali non c'è stata penetrazione del castagno, ma sono sopravvissute le specie vegetali più antiche, in massima parte querce.

## Storia
L'area boscosa che oggi compone il parco Chigi esisteva fin dall'età pre-romana, ed in età romana venne chiamata nemus Aricinum -dalla città di Aricia, ubicata nell'attuale Vallericcia-, nemus Dianae -poiché presso il vicino lago di Nemi sorgeva un famoso tempio dedicato alla dea della caccia Diana, a cui era consacrato l'intero bosco circostante- o nemus Artemisium. Il geografo di età romana Strabone si riferisce così alla selva ariccina:
(Strabone, Geografia, libro V, vv. 253-254.)

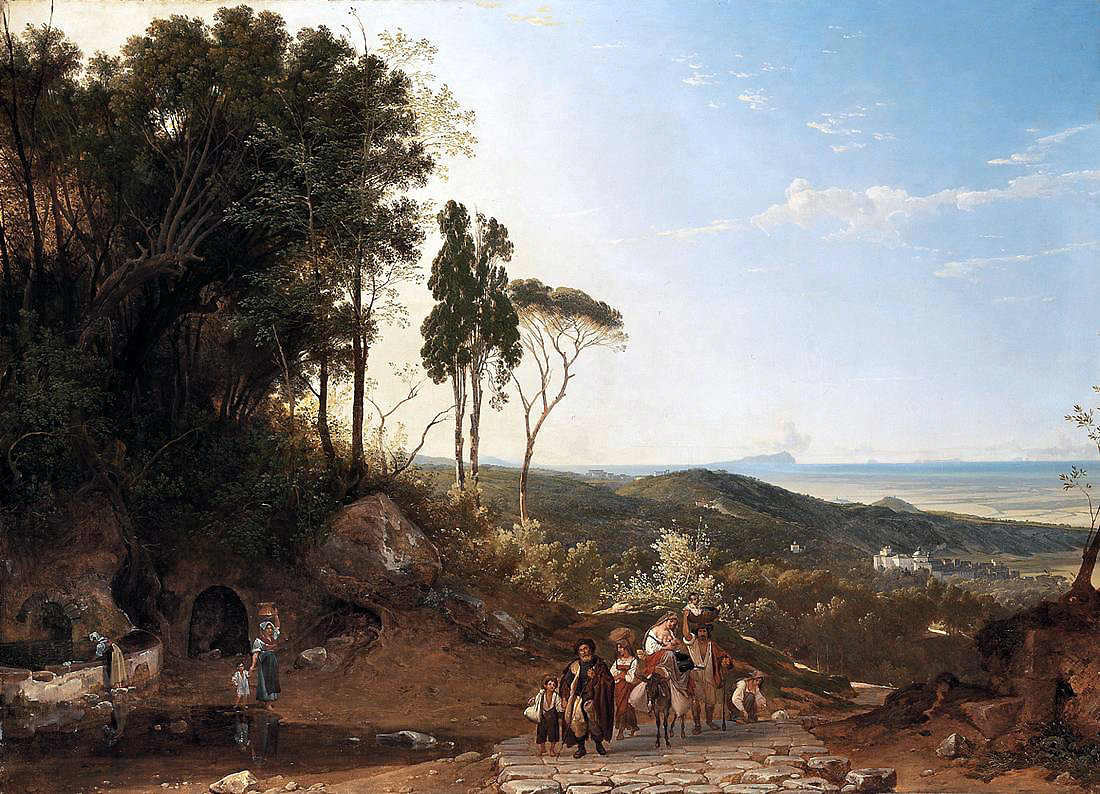
Una veduta di Ariccia opera del pittore tedesco Franz Ludwig Catel (1778-1856).

Dopo l'avvento del Cristianesimo, il bosco ariccino perse ogni caratteristica di sacralità. Ariccia fu nel Quattrocento un feudo dell'Abbazia di Santa Maria di Grottaferrata, e l'abitato andò progressivamente spopolandosi: tuttavia nel 1473 il cardinale Giuliano Della Rovere, abate commendatario dell'Abbazia di Grottaferrata, permutò il feudo di Ariccia con Mariano Savelli, in cambio del Borghetto di Grottaferrata, fortificazione situata al X miglio della via Anagnina. In questo periodo iniziò la ricostruzione di Ariccia, poiché i Savelli si erano impegnati "ad costruendum [castrum Ritiae], aedificandum, reparadum": fra le altre cose, fu interesse dei Savelli far costruire anche una piccola tenuta verde recintata fuori dalle mura paesane.
Nel corso del Cinquecento così, andò formandosi il nucleo originario del parco, concepito come riserva di caccia: durante la prima metà del Seicento vennero recintate l'Uccelliera e la Vignola. La sistemazione dell'Uccelliera si fa risalire agli anni attorno al 1628, quando Bernardino Savelli ottenne da papa Urbano VIII il titolo di duca di Ariccia. Presso l'Uccelliera era situato un rudere di costruzione tardo-medioevale, detto "il Bove": è ipotizzabile che si tratti di un'antica chiesa dedicata a san Rocco situata fuori le mura nella località denominata appunto Prati di San Rocco. La Vignola, altro nucleo seicentesco del parco, è situata dall'altra parte di un canalone di acque piovane, ed era in origine adibita a vigneto. Il parco, anche dopo la recinzione di una vasta area che si estendeva dallo sbocco del canalone in Vallericcia fino alla Pietrara, era piuttosto limitato rispetto all'attuale estensione e non raggiungeva il palazzo nuovo che i Savelli si erano costruiti alla fine delle case di Ariccia, e che fu il nucleo originario dell'attuale Palazzo Chigi. Vennero perimetrati nel parco il Giardino, il Bottino e una parte dei Prati di San Rocco: in questo periodo si ipotizza fossero dislocate nel parco cinque o sei fontane e vi fossero tre portali d'ingresso.
Inoltre, al suo interno, vi è la Neviera, luogo adibito alla conservazione della neve in occasione della stagione estiva sita all'interno di grotte artificiali risalenti al XVII sec.
Nella parte settentrionale vi è una grotta detta grotta del brigante Gasperone ove, narra la leggenda, fu nascosto un immenso tesoro.
I Chigi, dopo l'acquisto del feudo, si prodigarono immediatamente nell'abbellimento del loro nuovo feudo: tra il 1661 ed il 1664 vennero costruiti ad Ariccia Palazzo Chigi, la collegiata di Santa Maria Assunta e venne ampliato il santuario di Santa Maria di Galloro. Tutti questi lavori videro la partecipazione del celebre architetto Gian Lorenzo Bernini, che mise mano anche al piano di riassetto ed ampliamento del parco Chigi. In questo periodo venne realizzata la Peschiera, con il Purgatorio delle acque e il complesso delle fontane del Mascherone. Il 7 settembre 1664 papa Alessandro VII discusse con Gian Lorenzo Bernini dei lavori da effettuare per la sistemazione dei viali del parco, ed il 2 aprile 1666 la Comunità di Ariccia vendette al principe Agostino Chigi l'ultima parte dei Prati di San Rocco, che separava il parco da Palazzo Chigi: così parco e palazzo divennero una realtà continua. Tra il 1666 ed il 1667 i Chigi acquistarono ben cinque vigne da privati ariccini per ampliare ulteriormente il parco.
Il patrimonio boschivo recintato di proprietà dei Chigi ad Ariccia ammontava al termine dei lavori di ampliamento a 163 ettari: nel 1805 i Chigi tuttavia acquistarono il bosco della Selvotta, verso Albano Laziale: in questo modo il patrimonio boschivo venne esteso a 274 ettari.
Nel 1850, per via della costruzione del ponte di Ariccia che oltrepassa il canalone rappresentando il più rapido collegamento tra Albano ed Ariccia, una striscia ai margini del parco Chigi viene espropriata dal governo pontificio: la Peschiera venne così abbandonata, e con essa anche un ingresso che si venne a trovare sotto gli archi del ponte.
Gli ultimi ampliamenti del perimetro del parco risalgono al primo decennio del Novecento: nel 1886 venne aggiunto il Giardino Nuovo, situatao verso Ariccia fuori porta Napoletana; nel 1907 invece il Comune di Ariccia concesse al principe Mario Chigi circa 900 metri2 del piazzale realizzato alla testa settentrionale del ponte di Ariccia.
Nella prossimità del cancello pedonale è stato situato il XVI miliario della via Appia Antica, rinvenuto presso Vallericcia.

## Descrizione
(J.W. Goethe. Viaggio in Italia vol II.  Trad. E. Zaniboni. G. C. Sansoni editore s.d. 1925 circa.)
(Note del Traduttore del citato J.W. Goethe Viaggio in Italia.)
(Danda Tavani, Prologo, in Paolo Bassani, Francesco Petrucci, Il Parco Chigi in Ariccia, pp. 8-9, Ariccia 1992.)

### Flora
Il parco Chigi è caratterizzato dalla presenza di lecci sempreverdi e di un bosco misto di latifoglie.
La presenza vegetale più massiccia presente nel parco Chigi è il leccio, accompagnato nel sottobosco dall'alloro, da viburno-tino, pungitopo e citiso trifloro. Questa tipologia si trova alle quote più elevate e nelle zone maggiormente umide e buie, a differenza del bosco misto di latifoglie, che occupa le zone più soleggiate e a quota più bassa.
Il bosco misto è invece composto dal cerro, dalla farnia, dall'acero fico e dall'acero campestre, dall'orniello, dall'Ulmus|olmo, dal carpino betulus e dal carpino nero, e dal bagolaro. Sono anche presenti alcuni individui di roverella, castagno, sequoia sempreverde, criptomeria del Giappone e Robinia: queste ultime quattro sono state introdotte dall'uomo.
Gli alberi importati di maggiore rilevanza sono le sequoie giapponesi e una sequoia americana.

### Fauna
Dopo l'acquisizione al patrimonio comunale, furono introdotti i daini (specie considerata come alloctona per il territorio italiano secondo l'IUCN, cioè l'Unione mondiale per la conservazione della natura) e successivamente i cinghiali (poi oggetto di un tentativo di eradicazione da parte del parco dei Castelli Romani, richiesto appositamente dal Comune di Ariccia per correre ai ripari, cercando di salvaguardare l'ecosistema). Nell'area boscata, chiusa dalle mura e dunque impermeabile verso l'esterno, questi animali si moltiplicarono in maniera rilevante, sino a causare seri impatti nei confronti della vegetazione erbacea, arbustiva e del sottile suolo vulcanico del bosco, diminuendo drasticamente il naturale rinnovamento del prezioso e residuale soprassuolo arboreo misto. L'amministrazione comunale, prendendo atto di tali danni, fece abbassare il numero dei daini presenti nel parco.
L'avifauna è rappresentata da specie tipicamente di bosco, come il picchio verde e il picchio rosso maggiore, la cinciallegra e la cinciarella, il picchio muratore, il rampichino e molte altre. Tra i mammiferi, è certamente presente il ghiro e tra i rettili il comune saettone.